# Belle Vue
Pour les articles homonymes, voir Belle Vue (Wakefield) et Bellevue.
Belle Vue était le stade de football principal de la ville de Doncaster (Angleterre). Il s'agissait du stade utilisé par les Doncaster Rovers. La capacité de cette enceinte était de 11 000 places.

## Histoire
Ce stade est inauguré le 26 août 1922. Son record d'affluence est 37 099 spectateurs le 2 octobre 1948 pour un match de championnat de D3-Nord de Doncaster face à Hull City AFC. Le stade est équipé d'un système d'éclairage pour les matchs en nocturne en mars 1952.
Le stade est démoli en 2007 lorsque Doncaster Rovers se déplace au nouveau stade de Keepmoat, doté de 15 000 sièges. La dernière rencontre dans le stade est une victoire 1-0 contre le club de Nottingham Forest.